# Stevnsfortet
Stevnsfortet mellem Rødvig og Højerup er hugget ind i Stevns Klint. Dets opgave var at kontrollere den sydlige indsejling til Øresund. Sammen med Langelandsfortet skulle det hindre Warszawapagtens store flådekapacitet i Østersøen i at få adgang til verdenshavene – bl.a. ved at bevogte søminefelter mod minestrygning.
Fortet blev bygget under Den kolde krig i 1950-53 og nedlagt i 2000, inden det den 1. juli 2008 genåbnede som Koldkrigsmuseum Stevnsfort under Østsjællands Museum. Det blev dog først officielt indviet af Kronprins Frederik den 23. september 2008.
Stevnsfortet er som det eneste i Danmark bygget i klippegrund og befinder sig op til 18 meter dybt nede i undergrunden, der på Stevns består af bryozokalk.

## Funktion
Hovedarmeringen bestod af to pansertårne med hver to stk. 150 mm kanoner, der havde været sidebatterier på det tyske slagskib Gneisenau fra 2. verdenskrig. De var oprindeligt opstillet på Fanø af den tyske besættelsesmagt, for sammen med Tirpitz-stillingen ved Blåvand at beskytte indsejlingen til Esbjerg.
Kanonerne kunne række 23 kilometer og dermed dække både hele Øresund og de to mulige landgangsstrande ved Faxe Bugt og Køge Bugt. Der var desuden opstillet et HAWK-batteri på området der, sammen med NIKE-batterier flere steder på Sjælland skulle forsvare København i tilfælde af luftangreb. Disse luftværnsmissiler var således ikke opstillet for at beskytte Stevnsfortet og havde som sådan ikke noget med fortets virke at gøre. HAWK-batteriet (Eskadrille 541) blev i øvrigt først opstillet i 1984 og blev primært benyttet til uddannelse af personel til Luftværnsgruppen i Flyvevåbnet.
Den teknologiske udvikling gjorde efterhånden, at kanonerne fik mindre betydning, og disse blev i første omgang lagt i "mølpose" for senere at blive "støvet af" og benyttet til uddannelse af personel til Søværnet. Stevnsfortet havde dog fortsat en betydelig rolle som kommando- og radarstation og var desuden hovedkvarter for "Sundets Marinedistrikt".
Efter Berlinmurens fald i 1989 og efterfølgende den kolde krigs afslutning forsvandt den store fjende mod øst, og Stevnsfortet mistede sin strategiske betydning. Kommandoen blev derfor nedlagt efteråret 2000.
Der står stadig en radarmast på området, men selve farvandsovervågningen foregår i dag fra Maritimt Overvågningscenter (MOC) i Frederikshavn.
Det er blevet påstået, at efterretninger om sovjetisk sejlads med atommissiler til Cuba kom fra Stevnsfortet. Det er ikke rigtigt, da skibene ikke kom gennem Øresund, men Storebælt. Det var Hammerodde Fyr, Fyrskib Gedser Rev og Langelandsfortet, der kom med oplysningen.
- Stevnsfortet, nedgangsbunkeren.
- Stevnsfortet, radiobunkeren (bunker 18).
- Stevnsfortet, NIKE Ajax luftværnsmissil.
- Stevnsfortet NIKE Hercules luftværnsmissil. Oprindeligt opstillet på Sigerslev.
- Underjordisk passage mellem den sydlige og den nordlige del.

## Funktioner i dag
Den underjordiske del af Stevnsfortet sammen med HAWK-batteriet i terrænet bruges i dag som museum. Koldkrigsmuseum Stevnsfort blev åbnet af HKH Kronprins Frederik i 2008. Museet besøges hvert år af op mod 40.000 gæster på guidede rundvisninger. Koldkrigsmuseum Stevnsfort har et tæt samarbejde med sit søstermuseum, Koldkrigsmuseum Langelandsfort, om formidlingen af den kolde krigs historie. Siden 2017 har inspektør Iben Bjørnsson stået for at udvikle og drive museet.
Den overjordiske kaserne beliggende overfor er ombygget til et ungdomsfængsel, kaldet Stevnsfortets Skole, og bruges som sikret institution for unge varetægtsarrestanter og afsonere mellem 15 og 17 år.
- Den gamle kaserne, som i dag er sikret institution.